# Tom et Jerry (film)
Pour plus de détails, voir Fiche technique et Distribution.
Tom et Jerry (Tom & Jerry) est une comédie d'aventures animée américaine réalisée par Tim Story et sortie en 2021. Le film s'inspire des personnages Tom et Jerry créés par William Hanna et Joseph Barbera.
Cette comédie d'aventures, produite par Warner Animation Group, mêle animation et prises de vues réelles. Le film met donc en vedette, aux côtés de Tom et Jerry, les acteurs et actrices Chloë Grace Moretz, Michael Peña, Ken Jeong et Rob Delaney.
C'est le deuxième long métrage de Tom et Jerry sorti en salles après le film d'animation Tom et Jerry, le film en 1992.

## Synopsis
Tom et Jerry n'ont désormais plus de maison. Ils se réfugient alors dans un luxueux hôtel à New York. La jeune Kayla vient tout juste d'y trouver un emploi. Mais si elle veut garder son poste, elle devra impérativement chasser Jerry car l'hôtel va bientôt accueillir un important mariage. Pour ce faire, Kayla fait appel au chat le plus motivé et le plus déterminé à prendre sa revanche sur la souris : Tom….

## Fiche technique
- Titre original et québécois : Tom & Jerry[2]
- Titre français : Tom et Jerry
- Réalisation : Tim Story
- Scénario : Kevin Costello, d'après Tom et Jerry de William Hanna et Joseph Barbera.
- Musique : Christopher Lennertz
- Photographie : Alan Stewart
- Montage : Peter S. Elliot
- Production : Christopher DeFaria
- Sociétés de production : Warner Bros. Pictures et Warner Animation Group
- Société de distribution : Warner Bros. Pictures (États-Unis et France)
- Pays de production :  États-Unis
- Langue originale : anglais
- Format : couleur — 1,85:1
- Genre : animation, comédie, aventure
- Durée : 101 minutes
- Dates de sortie :
  - États-Unis, Canada : 26 février 2021 (au cinéma et sur HBO Max)
  - France : 19 mai 2021
  - UAE : 16 mai 2021
- Classification :
  - France : tous publics

## Distribution
- Chloë Grace Moretz (VF : Lisa Caruso ; VQ : Ludivine Reding) : Kayla
- Michael Peña (VF : Emmanuel Garijo ; VQ : Hugolin Chevrette-Landesque) : Terrance
- Colin Jost (VF : Benjamin Pascal ; VQ : Martin Watier) : Ben
- Ken Jeong (VF : Stéphane Miquel ; VQ : Nicolas Charbonneaux-Collombet) : Chef Cuisinier Jackie
- Rob Delaney (VF : Raphaël Anciaux ; VQ : Tristan Harvey) : M. Dubros
- Pallavi Sharda (VF : Olivia Nicosia ; VQ : Éveline Gélinas) : Preeta
- Jordan Bolger (VF : Baptiste Marc ; VQ : Iannicko N'Doua-Légaré) : Cameron
- Patsy Ferran (VF : Agathe Quelquejay) : Joy le groom

### Voix
- William Hanna et Mel Blanc : Tom (à partir d'archives vocales)
- William Hanna, Mel Blanc et June Foray : Jerry (à partir d'archives vocales)
- Lil Rel Howery (VF : Mike Fédée ; VQ : Manuel Tadros) : Tom ange et démon
- Nicky Jam (VF : Pascal Casanova ; VQ : Fayolle Jean Jr.) : Butch
- Bobby Cannavale (VF : Michel Vigné ; VQ : Benoît Rousseau) : Spike

version française réalisée par la société de doublage Dubbing Brothers, sous la direction artistique de Virginie Méry, avec une adaptation des dialogues par Agnès Dusautoir, un enregistrement et mixage effectué par Simon Follain, monté par Jérémy André.
 Source et légende : version française (VF) sur RS Doublage et le carton du doublage français cinématographique.

## Production
Le tournage débute en juillet 2019 dans les Warner Bros. Studios Leavesden en Angleterre.

## Sortie

### Cinéma et distribution numérique
Tom et Jerry est sorti aux États-Unis le 26 février 2021, chez Warner Bros. Pictures, en salles et pendant un mois en streaming sur HBO Max. Le film est sorti par hasard à la date de naissance de Tex Avery, dans lequel le film met en vedette pendant une brève seconde l'un des personnages d'Avery, Droopy, dans un refuge pour animaux et sur un panneau d'affichage de parodie de Joker. C'est le premier film à lancer officiellement le nouveau logo Warner Animation Group pour correspondre au nouveau bouclier que Warner Bros. a lancé en novembre 2019. Il devait initialement être publié le 16 avril 2020, mais a été repoussé jusqu'au 23 décembre 2020. Le film a ensuite été repoussé au 5 mars 2021 en raison de la pandémie COVID-19, avant de remonter d'une semaine afin d'éviter la concurrence avec Raya et le Dernier Dragon de Disney. Samba TV a estimé que 1,2 million de foyers américains ont diffusé le film au cours de son week-end d'ouverture sur HBO Max.
Le 8 mars 2021, certains téléspectateurs de HBO Max qui ont tenté de voir le film sur la plateforme ont eu la surprise de lancer à la place Zack Snyder's Justice League, qui devait sortir 10 jours plus tard. HBO Max a rapidement résolu le problème en un peu plus de deux heures.

### Promotion
Un char des personnages est apparu dans le 94e défilé de Thanksgiving de Macy[Lequel ?] pour promouvoir le film.
Le 1er septembre 2020, il a été annoncé que la société de jouets australienne Moose Toys avait conclu un accord avec Warner Bros. pour fabriquer des marchandises pour le film avec le prochain film Space Jam : Une nouvelle ère.
Le 20 février 2021, Warner Bros. a sorti deux nouveaux courts métrages sur HBO Max intitulés Tom and Jerry Special Shorts pour honorer le 81e anniversaire de Tom et Jerry, ainsi que pour promouvoir le film. Ces courts métrages partagent le style et l'équipage des autres dessins animés originaux de Looney Tunes de HBO Max, également produits par Warner Bros. Animation. Le short a été retiré un mois plus tard pour des raisons inconnues.
Le 6 mars 2021, Rob Delaney[Lequel ?] avait été l'annonceur invité vedette pour Ant & Dec's Saturday Night Takeaway, tandis que les personnages titulaires faisaient eux-mêmes une apparition avec Sir Tom Jones.

## Accueil

### Box-office
Au 29 mars 2021, Tom & Jerry avait rapporté 37,1 millions de dollars aux États-Unis et au Canada, et 48,5 millions de dollars dans d'autres territoires, pour un total mondial de 85,6 millions de dollars.
Aux États-Unis et au Canada, le film a rapporté 4 millions de dollars sur 2 479 salles le premier jour de sa sortie. Il a fait ses débuts à 14,1 millions de dollars, le deuxième meilleur week-end d'ouverture de la pandémie derrière la sortie de Warner Bros. de décembre, Wonder Woman 1984 (16,4 millions de dollars). Les audiences du week-end d'ouverture étaient 51% de femmes et 46% de moins de 17 ans, tandis que 35% étaient hispaniques, 33% caucasiennes, 21% afro-américaines et 11% asiatiques. David Gross, qui dirige la société de conseil en cinéma Franchise Entertainment Research, a déclaré à propos de ce chiffre: "Avec la moitié des cinémas toujours fermés, la pandémie toujours une menace, et Tom & Jerry disponibles à la maison, c'est une très bonne ouverture." Dans son deuxième week-end, le film a rapporté 6,6 millions de dollars et dans son troisième, 4 millions de dollars, terminant deuxième derrière la nouvelle venue Raya et le dernier dragon les deux fois.
Le film est initialement sorti sur sept marchés internationaux, pour un montant de 1,45 million de dollars; Singapour arrive en tête avec 457 000 dollars. À son deuxième week-end de sortie internationale, le film jouait dans 16 marchés, y compris ses débuts au premier rang au Brésil (746 000 $) et au Mexique (395 000 $).

### Critique
Le site Web d'agrégateur de critiques Rotten Tomatoes rapporte que 31% des 118 critiques ont donné au film une critique positive, avec une note moyenne de 4,7 / 10. Le consensus des critiques du site se lit comme suit: "Ce n'est pas la pire des aventures du long métrage du duo, mais Tom & Jerry est décevant sur l'esprit anarchique de leurs courts métrages classiques." Selon Metacritic, qui a attribué le film a obtenu une note moyenne pondérée de 34 sur 100 sur la base de 19 critiques, le film a reçu "des critiques généralement défavorables". Le public interrogé par CinemaScore a donné au film une note moyenne de «A–» sur une échelle de A + à F, tandis que PostTrak a rapporté que 79% des membres du public lui ont donné un score positif, 60% disant qu'ils le recommanderaient certainement.
John DeFore, du journaliste d'Hollywood, a déclaré que le public devrait simplement "revoir Roger Rabbit à la place" et a écrit: "Tom & Jerry de Tim Story, c'est cinq à dix minutes d'action qui auraient pu fonctionner dans l'un des courts métrages du duo de dessins animés, entouré d'une quantité démesurée de peu d'imagination. , conflit d'origine humaine peu drôle. " Billge Ebiri de Vulture a donné une critique négative, écrivant que" Tom et Jerry sont si occupés, si désespérément pas drôles, si maladroitement cacophoniques que cela vous fait rêver pour les charmes simples et anesthésiants de la seule chose qu'il refuse à peu près de vous donner: un dessin animé de Tom et Jerry. » Jason Bailey du New York Times a critiqué négativement le film dans son ensemble, écrivant : « Juste parce que c'était à la télévision quand vous étiez un enfant, cela ne veut pas dire que c'était bon. ».
IGN a attribué au film une note de 5/10 et a écrit : "Tom & Jerry est une offre familiale suffisante avec un casting cool, une bande-son étincelante et du plaisir occasionnel. C'est dommage que Tom et Jerry se sentent souvent comme après-coup. Peter Debruge de Variety a écrit : « Oui, ce film est un hybride, ce qui signifie que Tom et Jerry ont un casting complet de co-stars en chair et en os, mais [le réalisateur Tim Story] a établi une règle simple dès la scène d'ouverture, et il s'y tient : chaque animal du film, des pigeons chanteurs au poisson rouge de la suite exécutive, est présenté comme un personnage de dessin animé au design attachant … c'est assez bon pour descendre facilement. »
DiscussingFilm a donné au film 2/5, soulignant que même ses personnages bien-aimés et son animation détaillée ne peuvent pas sauver son intrigue « terne et inintéressante ». Ils le qualifient de « récit creux de films déjà vus auparavant » avec une écriture, un jeu d'acteur et une imagination médiocres.